# Diáspora aramea
La diáspora aramea (arameo: ܓܠܘܬܐ, Golutho) es un término utilizado para describir las diversas comunidades de arameos que viven fuera de la tierra natal de los arameos. Los arameos son originarios de Mesopotamia y Levante. La patria aborigen aramea se encuentra dentro de las fronteras del actual sureste de Turquía, Siria y el norte de Irak, una región correspondiente al antiguo Aram. Ya existía una diáspora centenaria en Egipto y a través de actividades misioneras arameas en la India.Hasta el genocidio arameo, el pueblo arameo vivía en gran medida en sus países de origen, donde habían estado asentados durante al menos 3.000 años.
La diáspora aramea temprana hacia el mundo occidental comenzó en el siglo XIX con migraciones desde la tierra natal aramea a los Estados Unidos y Canadá. Siguieron las migraciones a Brasil y Argentina. La primera gran ola de migración de arameos a Europa comenzó con trabajadores invitados. Las mayores comunidades de la diáspora aramea se encuentran en Suecia, Alemania, Estados Unidos y Australia. Los arameos que pertenecen a la iglesia ortodoxa siríaca viven principalmente en Europa. Por el contrario, los arameos orientales que pertenecen a iglesias de Siríaca Oriental se encuentran principalmente en los Estados Unidos y Australia. La opresión y persecución de los cristianos arameos ha dado lugar a una gran diáspora, principalmente en el mundo occidental. Los arameos melquitas viven principalmente en América del Sur y del Norte.

## Arameos en Europa
La primera gran ola de migración de arameos a Europa comenzó con trabajadores invitados. Después de 1975, se produjo una segunda ola de migración aramea a Europa debido a las represiones y las crecientes tensiones entre el gobierno turco y el PKK kurdo en la región aramea de Tur Abdin. A partir de los años 1980 y 1990, también les siguieron los arameos de Siria, y después de la primera y la segunda guerra del Golfo, los arameos de Irak. La última oleada de arameos siguió a la guerra civil siria y al ascenso del EI en 2014 en Siria e Irak. La mayoría de los arameos en Europa se encuentran en Suecia y Alemania. En Europa, las comunidades arameas más grandes se encuentran en las ciudades de Södertälje, Gütersloh, Gießen y Enschede.

## Arameos en Alemania
La comunidad aramea en Alemania cuenta con entre 100.000 y 120.000 personas. La historia de esta comunidad se remonta a los años 1960, cuando los primeros arameos llegaron a Alemania como trabajadores invitados. Desde entonces, muchos otros se han asentado en el país y han contribuido a la diversidad cultural de la sociedad. Se pueden encontrar grandes cantidades de arameos en varias ciudades y regiones de Alemania, incluidas Gronau, Gütersloh, Paderborn, Gießen, Wiesbaden y Augsburg.
Las primeras asociaciones arameas en Alemania se fundaron en la década de 1970. La Bundesverband Der Aramäer in Deutschland es la organización paraguas de las organizaciones arameas en Alemania. Esta organización representa a los arameos en Alemania. Su deber es representar los aspectos culturales, sociales y políticos de los arameos. Otros objetivos importantes de la federación son promover la integración de los arameos que viven en Alemania y, al mismo tiempo, trabajar para preservar y promover la lengua y la cultura arameas. La cuestión de los derechos de residencia también es un área de trabajo importante para la Federación. Solidaridad y contacto con los arameos que permanecieron en su patria y la voluntad de defenderlos en cualquier momento.
Después de la primera gran "ola de inmigración" de arameos a Alemania en la década de 1980, el número de familias arameas que huyeron de sus países de origen a Alemania aumentó. Se necesitaban organizaciones arameas para apoyar la integración de las familias arameas en Alemania, que en su mayoría habían huido de su patria "perdidamente perdidas". Antes de la década de 1970, no existían organizaciones o instituciones que se ocuparan de las necesidades sociales, culturales y residenciales de los arameos.
Los arameos fundaron asociaciones que se dedicaban a esta labor. Los primeros activistas inexpertos de la asociación aramea buscaron ayuda y consejo de sus vecinos alemanes y a menudo los encontraron en iglesias hermanas, organizaciones de ayuda y muchos de sus nuevos amigos alemanes. Cuando más tarde se fundaron las comunidades arameas en Alemania, fue la riqueza de experiencia de estas asociaciones y sus activistas lo que garantizó que se pudieran lograr rápidos progresos en este ámbito.
A medida que el número de arameos en Alemania aumentó y la situación de los derechos humanos en Tur-Abdin (sureste de Turquía) en particular cambió drásticamente, el número de asociaciones en Alemania también creció. En 1985, estas asociaciones arameas se unieron en la ciudad de Heilbronn, en Baden-Württemberg, para formar una organización paraguas.Otra organización es el Centro de Investigación de Estudios Arameos se compromete a estudiar y preservar la historia, la lengua y la cultura de los arameos, que hoy viven a menudo dispersos en Alemania y en la diáspora.

## Arameos en Suecia
Según diversas fuentes, en Suecia viven entre 150.000 y 200.000 arameos. El primer grupo de 205 arameos llegó a Suecia como refugiados del Líbano en la primera mitad de 1967. Se puede encontrar un número significativo de arameos en Estocolmo y sus alrededores. El segundo grupo de arameos llegó a Suecia como trabajadores invitados y después de 1975 una tercera ola de arameos llegó a Suecia y otros países de Europa, como resultado de las crecientes tensiones entre el gobierno turco y el PKK kurdo en la región aramea de Tur Abdin.
El canal de televisión arameo Suryoyo Sat tiene su sede en Södertälje, Suecia. También hay dos clubes de fútbol arameo en Suecia, a saber, el Syrianska FC y el Arameiska-Syrianska IF.
Con más de 22.000 habitantes, la ciudad sueca de Södertälje tiene la comunidad aramea más grande de Europa y representa más de un tercio de la población total.

## Arameos en el Benelux

### Arameos en los Países Bajos
Los arameos en los Países Bajos se encuentran principalmente en Twente y Ámsterdam. Alrededor de 1960, el primer grupo de arameos llegó a los Países Bajos como trabajadores invitados desde la región aramea de Tur Abdin. Alrededor de 30.000 arameos viven en los Países Bajos. La primera iglesia sirio-ortodoxa de Europa se fundó en los Países Bajos en 1977 en la ciudad de Hengelo. El primer monasterio sirio ortodoxo de Europa se fundó en Glane en 1981 bajo el liderazgo del arzobispo Julius Yeshu Cicek.
En octubre de 2023 se estrenó en el cine Kinepolis Enschede una película documental sobre el arzobispo Julius Yeshu Cicek. El documental ofrece una visión general de la vida del arzobispo Julius Yeshu Cicek, sus obras y su legado para el pueblo arameo y la Iglesia ortodoxa siríaca. Julius Yeshu Cicek fue el fundador de la Iglesia Ortodoxa Siríaca en Europa Occidental y el primer arzobispo de Europa. La sede del arzobispo Cicek estaba ubicada en el monasterio de San Efrén el Sirio en el pueblo de Glane, en el municipio holandés de Losser.

### Arameos en Bélgica
En Bélgica viven unos 20.000 arameos. Los primeros arameos que se establecieron en Bélgica procedían de la región aramea de Tur Abdin. Otra parte importante que se asentó al mismo tiempo procede de pueblos al este de Tur Abdin, como Hassana, Herbole, Bespin y Gaznakh. Los arameos en Bélgica se encuentran principalmente en Bruselas, Malinas y Lieja.

## Arameos en Estados Unidos
Los arameos se establecieron por primera vez en los Estados Unidos en 1840, probablemente como resultado de su colaboración con los misioneros estadounidenses en el Medio Oriente. A finales del siglo XIX, un gran número de arameos abandonaron su tierra natal debido a diversas formas de opresión de la comunidad cristiana aramea. Estos acontecimientos llevaron al comienzo de la diáspora aramea y al asentamiento del primer gran grupo de arameos en los Estados Unidos.
La primera Iglesia Ortodoxa Siríaca del mundo occidental se fundó en Estados Unidos. Esta iglesia y otras iglesias y organizaciones arameas sirvieron como instituciones importantes para la comunidad aramea en los Estados Unidos.
Hoy en día hay aproximadamente 200.000 arameos en Estados Unidos, la mayoría de los cuales vive en estados como California, Illinois, Michigan, Nueva Jersey, Nueva York y Texas.